# Dynamický rozptyl světla
Dynamický rozptyl světla (DLS) je metoda vhodná pro měření velikosti částic v submikronové oblasti. Tato metoda měří Brownův pohyb částic a přiřazuje ho k velikostem částic. Brownův pohyb je náhodný pohyb částic, který vzniká z důvodu narážení molekul rozpouštědla, které jsou kolem částic. Čím větší částice jsou, tím pomalejší je Brownův pohyb. Při měření díky Brownovu pohybu kolísá intenzita rozptýleného světla a to je detekováno pomocí vhodného optického uspořádání. Základem této techniky je měření fluktuace intenzity rozptýleného světla laserového paprsku okolo jeho průměrné hodnoty.
Malá částice, která je osvětlená zdrojem světla (laser) bude rozptylovat světlo ve všech směrech. Obraz vzniklý tímto rozptýleným světlem lze zobrazit na stínítku, nebo detektoru. Obraz skvrn se skládá z oblastí jasného světla a tmavých oblastí, na které žádné světlo nedopadá. Částice se neustále pohybují Brownovým pohybem a pro metodu dynamického rozptylu světla je podstatné to, že se malé částice pohybují rychle a velké částice pomaleji. Vztah mezi velikostí částice a její rychlostí v důsledku Brownova pohybu udává Stokesova – Einsteinova rovnice:
{\displaystyle d(H)={\frac {kT}{3\pi \eta D}}}
d(H) – hydrodynamický průměr, D – translační difuzní koeficient, k – Boltzmannova konstanta, T – termodynamická teplota, η – viskozita
Protože jsou částice v neustálém pohybu, tak se obraz skvrn na stínítku (detektoru) také s časem mění. S pohybem částic konstruktivní a destruktivní fázový přírůstek způsobí fluktuaci intenzity. Rychlost difuze částic může ovlivnit přítomnost iontů a iontová koncentrace v měřeném roztoku, protože se mění tloušťka elektrické dvojvrstvy. Z tohoto důvodu bude mít málo vodivý roztok větší dvojvrstvu iontů obklopujících částici, která bude snižovat difuzní rychlost a způsobí větší zdánlivý hydrodynamický průměr.